# Gagrella lepida
Gagrella lepida is een hooiwagen uit de familie Sclerosomatidae.